# بیلور
«بیلور» (به انگلیسی: Baelor) نهمین قسمت از فصل اول از مجموعه ی تلویزیونی بازی تاج‌وتخت است که در ۱۲ ژوئن ۲۰۱۱ از شبکه اچ‌بی‌او پخش شد. این قسمت را دیوید بنیاف و دی. بی. وایس نوشته‌اند و آلن تیلور آن را کارگردانی کرده‌است.